# Liptovský lysko
Liptovský lysko je nejmladší slovenské národní plemeno králíka. Uznané bylo v roce 2005. Váži 4-4,25 kg. Existuje ve 3 barevných rázech – divosfarbený, divomodrý a černý. Barva srsti je sivá (resp. modrosivá nebo černá), od spodní části pysku až po kořeň ušnic má bílou srst (lysinu). Vyšlechtěn byl na Liptově.